# گلوکورونید

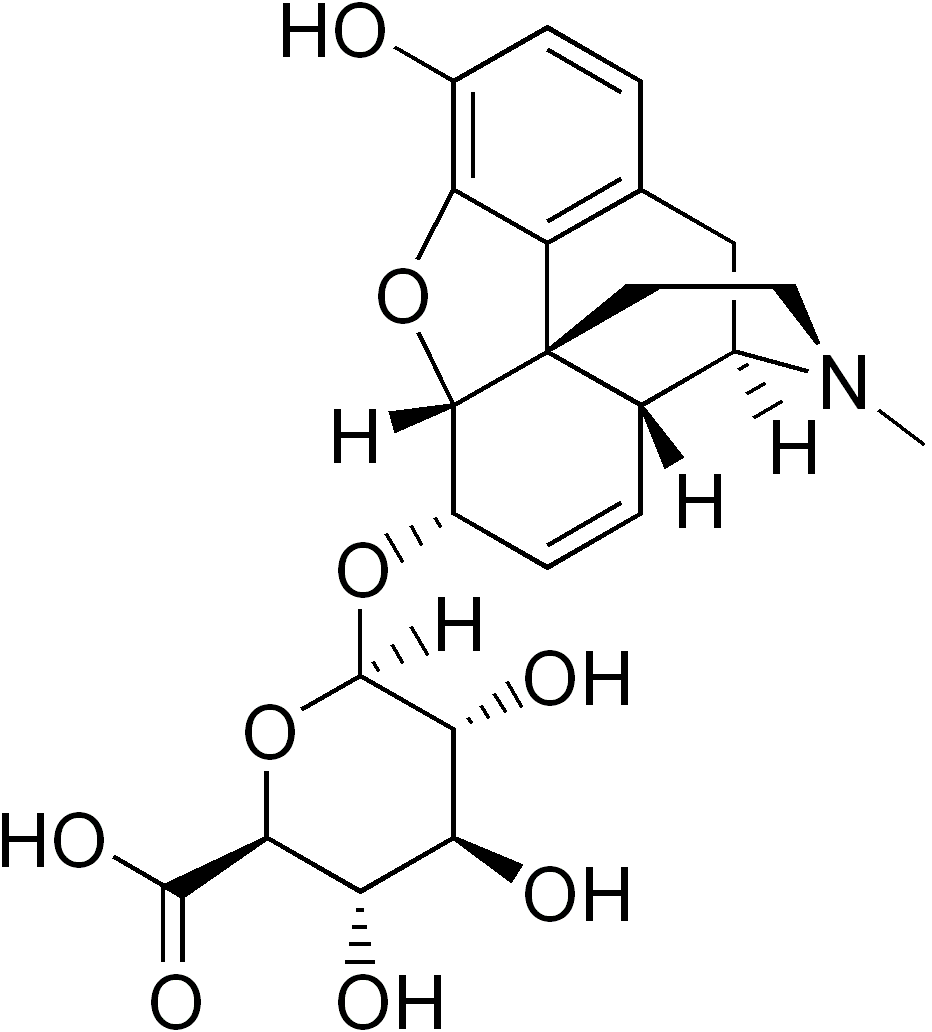
مورفین-۶u-گلوکورونید, یک متابولیت اصلی مورفین

یک گلوکورونید (به انگلیسی: Glucuronide)، که هم چنین گلوکورونوزید نیز نامیده می‌شود، به هر ترکیبی گفته می‌شود که از اتصال گلوکورونیک اسید به ترکیبی دیگر از طریق پیوند گلیکوزیدی ایجاد شودمثل هیلارونیک اسید (hyaluronic acid).. گلوکورونیدها متعلق به گلیکوزیدها هستند.
گلوکورونیداسیون، تبدیل ترکیبات شیمیایی به گلوکورونیدها، روشی است که حیوانات از آن برای کمک به دفع مواد سمی، داروها یا دیگر ترکیباتی که نمی‌توانند به عنوان منبع انرژی به کار برده شوند، استفاده می‌کنند. گلوکورونیک اسید از طریق یک پیوند گلیکوزیدیک به ماده متصل می‌شود، و گلوکورونید حاصله، که انحلال پذیری در آب بسیار بالاتری از مادهٔ اصلی دارد، در نهایت از طریق کلیه‌ها دفع می‌شود.
آنزیم‌هایی که پیوند گلیکوزیدی یک گلوکورونید را می‌شکنند گلوکورونیداز نامیده می‌شوند.

## مثال‌ها
- میکه‌لیانین (کوارسیتین 3-O-glucuronide)
- مورفین-۶-گلوکورونید
- اسکوتلارین